# Lush (công ty)
Lush Ltd. là một công ty bán lẻ mỹ phẩm trụ sở tại Poole, Dorset, Vương quốc Liên hiệp. Công ty do Mark Constantine, nhà nghiên cứu tóc, và Liz Weir, bác sĩ chuyên khoa thẩm mỹ, đồng thành lập. Họ gặp nhau trong một thẩm mỹ viện làm tóc và làm đẹp tại Poole, Anh. Vài năm sau, họ quyết định mở rộng hoạt động kinh doanh và kinh doanh sản phẩm chăm sóc tóc và làm đẹp.